# Vesicularia oreadelphus
Vesicularia oreadelphus är en bladmossart som beskrevs av Brotherus 1908. Vesicularia oreadelphus ingår i släktet Vesicularia och familjen Hypnaceae. Inga underarter finns listade i Catalogue of Life.